# Euphorbia carpatica
Euphorbia carpatica är en törelväxtart som beskrevs av Wol.. Euphorbia carpatica ingår i släktet törlar, och familjen törelväxter. Inga underarter finns listade i Catalogue of Life.